# Estímulo (psicologia)
Na psicologia, estímulo é um padrão de energia (como a luz ou o som) que é registrado pelos órgãos dos sentidos. Em behaviorismo e condicionamento clássico, o estímulo constitui a base do comportamento e este constitui na percepção.